# Arnsteinfelsen

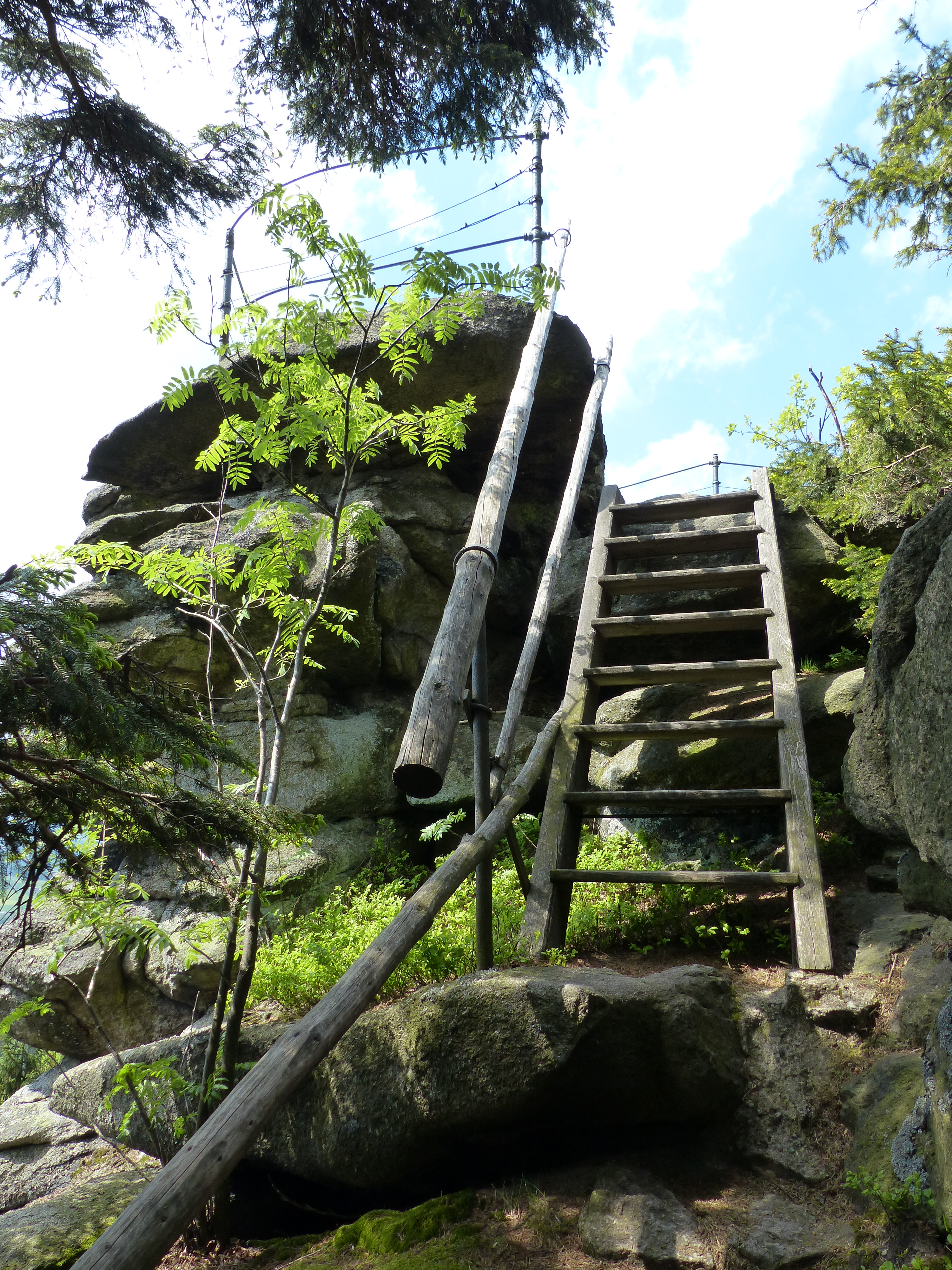
Aufgang zur Aussichtskanzel

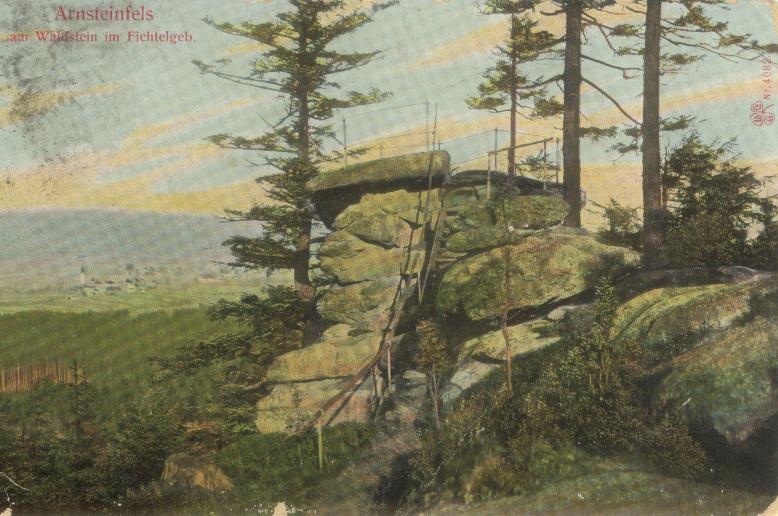
Historische Ansicht des Felsens

Der Arnsteinfelsen ist ein Aussichtspunkt mit Besteigungsanlage und ein Ausflugsziel auf dem Großen Waldstein im Gemeindebereich von Zell im Fichtelgebirge. Die Felsformation aus Granit gehört zu den Geotopen des Landkreises Hof.
Als Aussichtspunkt ist der Felsen bereits im 17. Jahrhundert überliefert und wurde als „Narrenstein“, „Ernstein“ oder „Arenstein“ bezeichnet. Er bietet Ausblick über Zell, den Haidberg, Reinersreuth und Sparneck, in einiger Entfernung sind Münchberg und Helmbrechts zu sehen. Der Felssporn mit mauerartiger Struktur weist Wollsackverwitterung auf. Der Arnsteinfelsen ist über Wanderwege vom Waldsteinhaus oder vom Ortsrand von Zell zu erreichen.